# 卡利馬湖
3°53′40.448″N 76°29′41.582″W / 3.89456889°N 76.49488389°W

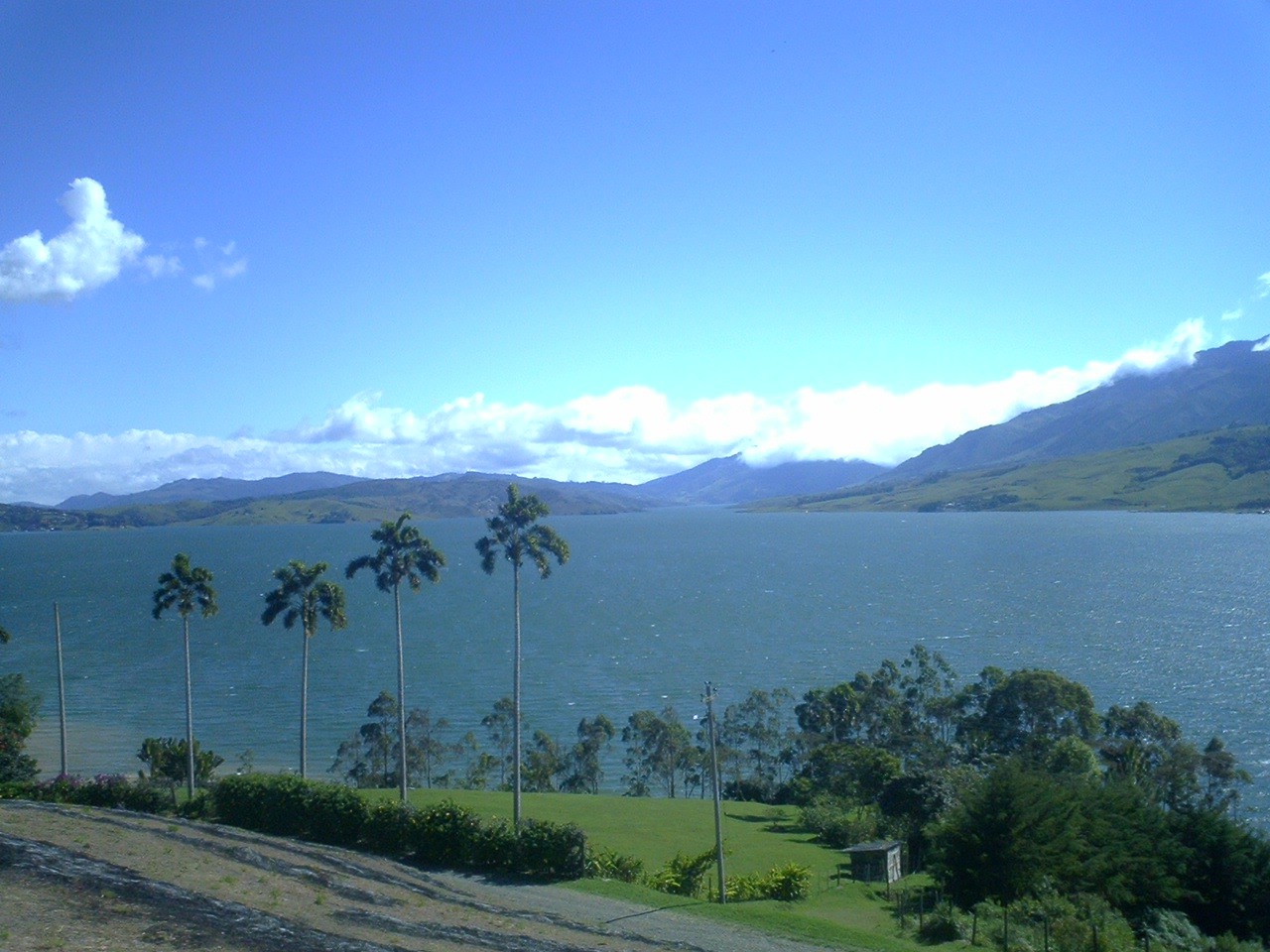

卡利馬湖是哥倫比亞的人工湖泊，位於該國西部卡利以北50公里，由考卡山谷省負責管轄，面積70平方公里，是該國最大的人工湖泊，海拔高度1,500米，蓄水量5,810萬立方米。

## 外部連結
- Lake Calima Tourist Guide（页面存档备份，存于） （西班牙文） （英文）